# Јувал Рафаел
Јувал Рафаел (хебр. יובל רפאל; Тел Авив, 5. новембар 2000) израелска је певачица. Представљала је Израел на Песми Евровизије 2025. са песмом New Day Will Rise где је завршила на другом месту.

## Биографија
Рођена је 5. новембра 2000. у Тел Авиву. Три године је живела у Женеви. Одрасла је уз музику група Led Zeppelin и Scorpions, као и певачице као што су Бијонсе и Селин Дион.
Присуствовала је музичком фестивалу Nova Sukkot Gathering током 7. октобра 2023. године, када су Хамасови милитанти напали посетиоце фестивала. Сакрила се у склоништу са још 50 људи, задобивши повреде од граната бачених на склониште. Била је једна од 11 преживелих, пошто се осам сати крила испод лешева. У говору пред Саветом за људска права Уједињених нација, описала је шта је видела током напада.